# Maidos

L'antica Madito sull'Ellesponto

Maidos (in greco antico: Μάδυτος?, in turco Eceabat) è l'antica città di Madito, nel Chersoneso Tracico, affacciata sull'Ellesponto.

## Storia
Fondata dai Traci, nel VII sec. a.C. fu colonizzata dai Lesbi, per poi passare sotto il re persiano Serse (480 a.C.) ed essere occupata da Cimone (465 a.C.).
È citata da Erodoto, in riferimento alle guerre persiane, e da Tucidide, per la battaglia dell'Eurimedonte.